# Ambassade de France en Malaisie
L'ambassade de France en Malaisie est la représentation diplomatique de la République française auprès de la Malaisie. Elle est située à Kuala Lumpur, la capitale du pays, et son ambassadeur est, depuis 2022, Axel Cruau.

## Ambassade
L'ambassade de France, située au 210 Jalan Bukit Bintang jusqu'en 1984, puis au 218 Jalan Ampang, à l'angle de Jalan Damai, de 1984 à 1987, puis au 192-196 Jalan Ampang jusqu'en 2016, se situe aujourd'hui au 348, Jalan Tun Razak (Integra Tower), au cœur du quartier des ambassades et à proximité du quartier de Kuala Lumpur City Centre (KLCC). 
L'Ambassade a quitté en septembre 2016 son ancien terrain acquis en décembre 1963, qui comprenait à l'origine trois parcelles formant une emprise de 3,2 ha (8 acres) sur laquelle se trouvaient trois bungalows bâtis en 1910. Ces derniers avaient été transformés après leur acquisition pour devenir la Résidence de France, située jusqu'alors au 37 Klyne Street, et des logements de fonction. Le bâtiment abritant la chancellerie politique, la section consulaire, la mission économique et le service de coopération et d’action culturelle, conçu par le cabinet d'architecte français Areas et le cabinet malaisien Akitek Antara, avait été construit en 1986-1987. Il y accueillait également une section consulaire.

## Ambassadeurs de France en Malaisie
| De   | À    | Ambassadeur                 |
| ---- | ---- | --------------------------- |
| 1957 | 1958 | M. Dircks-Dilly             |
| 1958 | 1960 | François Brière             |
| 1960 | 1962 | Pierre Queuille             |
| 1962 | 1968 | Pierre Anthonioz            |
| 1968 | 1971 | Barthélémy Épinat           |
| 1971 | 1976 | François Simon de Quirielle |
| 1976 | 1978 | Henry Bolle                 |
| 1978 | 1982 | André Travert               |
| 1982 | 1985 | Marie-Thérèse de Corbie     |
| 1985 | 1989 | Jean Perrin                 |
| 1989 | 1993 | Frédéric Grasset            |
| 1993 | 1995 | Thierry Reynard             |
| 1995 | 1998 | Édouard Braine              |
| 1998 | 2002 | Xavier Driencourt           |
| 2002 | 2005 | Jacques Lapouge             |
| 2005 | 2008 | Alain du Boispéan           |
| 2008 | 2011 | Marc Barety                 |
| 2011 | 2014 | Martine Dorance             |
| 2014 | 2017 | Christophe Penot            |
| 2017 | 2020 | Frédéric Laplanche          |
| 2020 | 2022 | Roland Galharague           |
| 2022 | auj. | Axel Cruau                  |

## Relations diplomatiques
La France a noué des relations diplomatiques avec la Malaisie le 31 août 1957, faisant ainsi partie de la vingtaine de pays qui ont ouvert une ambassade dès l'Indépendance du pays. L’année 2017 marque le 60e anniversaire de l’établissement des relations diplomatiques entre la France et la Malaisie.

## Consulats
Outre la section consulaire de Kuala Lumpur, il existe 3 consuls honoraires basés à :
- Penang
- Kuching
- Kota Kinabalu

### Communauté française
En janvier 2020, 3062 Français sont inscrits sur les registres consulaires en Malaisie. 84 % d'entre eux sont installés à Kuala Lumpur.
| 2001  | 2002  | 2003  | 2004  |
| ----- | ----- | ----- | ----- |
| 1 179 | 1 369 | 1 568 | 1 442 |

| 2005  | 2006  | 2007  | 2008  |
| ----- | ----- | ----- | ----- |
| 1 666 | 1 738 | 1 596 | 1 863 |

| 2009  | 2010  | 2011  | 2012  |
| ----- | ----- | ----- | ----- |
| 2 053 | 2 336 | 2 592 | 2 753 |

| 2013  | 2014  | 2015  | 2016  |
| ----- | ----- | ----- | ----- |
| 3 134 | 3 338 | 3 422 | 3 411 |

| 2017  | 2018  | 2019  | - |
| ----- | ----- | ----- | - |
| 3 469 | 3 218 | 3 083 | - |

### Circonscriptions électorales
Depuis la loi du 22 juillet 2013 réformant la représentation des Français établis hors de France avec la mise en place de conseils consulaires au sein des missions diplomatiques, les ressortissants français d'une circonscription recouvrant le Brunei et la Malaisie élisent pour six ans trois conseillers consulaires. Ces derniers ont trois rôles : 
1. ils sont des élus de proximité pour les Français de l'étranger ;
2. ils appartiennent à l'une des quinze circonscriptions qui élisent en leur sein les membres de l'Assemblée des Français de l'étranger ;
3. ils intègrent le collège électoral qui élit les sénateurs représentant les Français établis hors de France.

Pour l'élection à l'Assemblée des Français de l'étranger, la Malaisie appartenait jusqu'en 2014 à la circonscription électorale de Bangkok, comprenant aussi la Birmanie, le Brunei, le Cambodge, l'Indonésie, le Laos, les Palaos, les Philippines, Singapour, la Thaïlande, le Timor oriental et le Viêt Nam, et désignant trois sièges. La Malaisie appartient désormais à la circonscription électorale « Asie-Océanie » dont le chef-lieu est Hong Kong et qui désigne neuf de ses 59 conseillers consulaires pour siéger parmi les 90 membres de l'Assemblée des Français de l'étranger.
Pour l'élection des députés des Français de l’étranger, la Malaisie dépend de la 11e circonscription.